# Неоархей
Неоархе́й (греч. Νεοαρχαιος) — геологическая эра, часть архейского эона. Продолжалась от 2,8 до 2,5 миллиарда лет назад. Эти границы проведены хронометрически (по определённым моментам времени), а не стратиграфически (по определённым слоям пород).
Также относится к беломорскому циклу (эпохе) тектогенеза, в котором происходило формирование настоящей континентальной земной коры, в Неоархее появился кислородный фотосинтез. В самом начале следующей эры, палеопротерозоя, он стал причиной кислородной катастрофы.

## Жизнь в Неоархее
Команде французских ученых из Парижского Института Геофизики и Национального центра научных исследований (НЦНИ) Франции удалось обнаружить следы жизни в строматолитах, чей возраст составляет около 2,7 млрд лет. Обнаружено их существенное сходство по форме со строматолитами нашего времени.
Эти известковые отложения необычной формы, чем-то напоминающие морскую капусту, были образованы неисчислимой колонией бактерий, активных в архейском эоне (от 4 до 2,5 млрд лет назад). Такие ископаемые обнаружены в Австралии (осадочное образование Тумбиана) на глубине 70 метров, а также в Южной Африке.
Использование электронно-микроскопической и спектроскопической техники позволило изучить органическую материю и минералы из недр скал с точностью до нанометров, что в тысячи раз мельче, чем разрешение обычного микроскопа. При помощи этой техники удалось исследовать связи между ископаемыми микроорганизмами и их влияние на жильные минеральные породы; так, например, были найдены нанокристаллы арагонита в современных строматолитах.